# Stylocheiron maximum
Stylocheiron maximum är en kräftdjursart som beskrevs av Hansen 1908. Stylocheiron maximum ingår i släktet Stylocheiron och familjen lysräkor. Inga underarter finns listade i Catalogue of Life.